# Euriphene calabarensis
Euriphene calabarensis är en fjärilsart som beskrevs av Felder 1867. Euriphene calabarensis ingår i släktet Euriphene och familjen praktfjärilar. Inga underarter finns listade i Catalogue of Life.